# Под знаком Козерога
«Под зна́ком Козеро́га» (англ. Under Capricorn) — британский художественный фильм в жанре исторической драмы, поставленный режиссёром Альфредом Хичкоком по одноимённому роману Хелен Симпсон (1937). Фильм основан на любовном треугольнике и содержит элементы триллера.
Премьера фильма состоялась в сентябре 1949 года.

## Сюжет
Австралия, колония Новый Южный Уэльс, 1831 год. Кузен губернатора Чарльз, только что прибывший из Ирландии, узнаёт, что подруга его сестры Генриетта, с которой он дружил много лет назад, вышла замуж за бывшего каторжника, а ныне — преуспевающего землевладельца Сэма Фласки.
На приёме в доме кузины Чарльз видит, что Генриетта — алкоголичка с припадками безумия, а их экономка Милли ведёт себя слишком вызывающе. Чарльз пытается помочь кузине обрести достойный вид. Влюблённая в своего хозяина Милли заставляет Сэма ревновать жену к Чарльзу, указывая на различие в их происхождении. В припадке ярости Сэм ранит Чарльза.
Родственники Чарльза пытаются обвинить Сэма в попытке убийства. Генриетта признаётся раненому, что этот рецидив приведёт её мужа на эшафот. Когда-то она случайно застрелила собственного брата, и Сэм, взяв вину на себя, понёс суровое наказание. У Генриетты два выхода — либо признаться в убийстве, и тогда её выдворят из Австралии и будут судить, а жертва Сэма станет напрасной, либо молчать, но тогда погибнет Сэм. Благородный Чарльз не собирается передавать дело в суд и благополучно покидает материк. Семья Фласки провожает его на пристани.

## В ролях
- Ингрид Бергман — Генриетта Фласки
- Джозеф Коттен — Сэм Фласки
- Майкл Уайлдинг — Чарльз Эдейр
- Маргарет Лейтон — Милли
- Сесил Паркер — губернатор
- Денис О’Ди — мистер Корриган
- Джек Уотлинг — Уинтер
- Харкурт Уильямс — кучер
- Джон Руддок — мистер Поттер
- Билл Шайн — мистер Бэнкс
- Виктор Лукас — отец Смайли
- Рональд Адам — мистер Риггс
- Фрэнсис де Вулф — майор Уилкинс
- Г. Х. Малкастер — доктор Макаллистер
- Олив Слоун — Сэл
- Морин Делани — Фло
- Джулия Лэнг — Сьюзен
- Бетти Макдермотт — Марта

### В титрах не указаны
- Альфред Хичкок — мужчина в приёмной губернатора
- Айвор Барри — охранник
- Ронни Хилл — охранник
- Мартин Бенсон — эпизод
- Дэвид Кир — эпизод
- Родерик Ловелл — эпизод
- Ллойд Пирсон — агент по продаже земельных участков
- Ричард Тёрнер — клерк

## Съёмочная группа
- Режиссёр: Альфред Хичкок
- Сценаристы: Джон Колтон (пьеса), Маргарет Линден (пьеса), Хелен Симпсон (сюжет), Хьюм Кронин (экранизация), Джеймс Брайди
- Продюсеры: Сидни Бернштейн (нет в титрах), Альфред Хичкок (нет в титрах)
- Композитор: Ричард Аддинселл
- Оператор: Джек Кардифф
- Монтаж: Берт Бэйтс, Берт Рул (нет в титрах)
- Художник: Томас Н. Морахан
- Художники по костюмам: Роджер К. Фёрс, Джулия Скуайр (нет в титрах)
- Грим: Чарльз Э. Паркер
- Звукооператор: Питер Хэндфорд, Э. У. Уоткинс (нет в титрах)
- Дирижёр: Луис Левай

## Производство
Альфред Хичкок был не доволен подбором актёров: в роли Сэма Фласки, который по словам режиссёра должен был быть «грубым, отдающим навозом конюхом», он видел Берта Ланкастера, но студия отдала роль более благопристойно выглядящему Джозефу Коттену.

## Приём
Фильм потерпел провал в прокате. Критика также была неблагосклонна к фильму.

## Оценки
В 1958 году французский журнал о кино Cahiers du cinéma назвал картину одним из десяти лучших фильмов всех времён и народов.
В 2009 году сайт L’Oeil sur l’Ecran оценил фильм на четыре звезды из пяти возможных.
Сам режиссёр признавался, что остался не доволен фильмом, и сожалел, что взялся за костюмированную драму.

## Награды
В 1951 году за роль Генриетты Фласки Ингрид Бергман получила премию «Бэмби» в номинации «Лучшая международная актриса».